# Tête Noire (mont Rose)
Pour les articles homonymes, voir Tête Noire et Schwarzhorn.
La tête Noire (en allemand Schwarzhorn, en italien Corno Nero), culminant à 4 322 m est un des sommets du massif du mont Rose dans les Alpes pennines. Il est le dix-neuvième plus haut sommet des Alpes, selon les critères de l'Union internationale des associations d'alpinisme.
Bien que d'une altitude élevée, son accès est relativement aisé sur son versant ouest glaciaire alors que le côté est (versant Macugnaga), mixte, est particulièrement abrupt.

## Géographie
La tête Noire est située à 215 m au sud-ouest de la Ludwigshöhe, dans le mont Rose. Elle se situe entièrement en territoire italien alors que la Ludwigshöhe se situe sur la frontière italo-suisse.
Il se trouve sur la ligne de crête qui sépare la haute vallée du Lys dans le val d'Aoste du haut Valsesia au nord de la province de Verceil.

## Premières ascensions
- 18 août 1873 : versant nord-ouest par les guides Eduard Cupelin, Marco Maglionini, Alberto Rothschild avec Niklaus et Peter Knubel et trois porteurs.

## Alpinisme
- Versant nord-ouest : PD ; point de départ : refuge Gnifetti (3 648 m).
- Traversée des sommets sud du mont Rose, du Giordanispétz à la pointe Gnifetti : PD (voie normale) ; point de départ : refuge Gnifetti.